# ProtonMail
Proton Mail (anteriorment escrit com a ProtonMail ) és un servei de correu electrònic xifrat d'extrem a extrem fundat el 2013 a Ginebra, Suïssa. Utilitza l'encriptació del costat del client per protegir el contingut del correu electrònic i les dades dels usuaris abans que s'enviïn als servidors de Proton Mail, a diferència d'altres proveïdors de correu electrònic habituals com Gmail i Outlook.com. Es pot accedir al servei mitjançant un client de correu web, la xarxa Tor o aplicacions dedicades per a iOS i Android.
Proton Mail està dirigit per Proton AG (abans Proton Technologies), amb seu al cantó de Ginebra, Suïssa. L'empresa també opera Proton VPN, Proton Drive i Proton Calendar. Proton Mail va rebre finançament inicial mitjançant una campanya de crowdfunding. Tot i que la configuració del compte predeterminada és gratuïta, el servei es manté amb serveis de pagament opcionals. L'adhesió inicial era només per invitació; no obstant això, a partir del març de 2016, Proton Mail es va obrir al públic. Adquirint més de 2 milions d'usuaris el 2017, els membres van créixer fins a gairebé 70 milions el 2022.

## Història
El 16 de maig de 2014, Proton Mail va entrar en versió beta pública. Es va rebre prou resposta que després de tres dies havien de suspendre temporalment les inscripcions beta per ampliar la capacitat del servidor. Dos mesos més tard, Proton Mail va rebre 550.377 dòlars de 10.576 donants a través d'una campanya de crowdfunding a Indiegogo, alhora que pretenia 100.000 dòlars. Durant la campanya, PayPal va congelar el compte de PayPal de Proton Mail, evitant així la retirada de donacions per valor de 251.721 dòlars. PayPal va declarar que el compte es va congelar per dubtes sobre la legalitat del xifratge, declaracions que els oponents van dir que no tenien fonament. Les restriccions es van aixecar l'endemà.
El 18 de març de 2015, Proton Mail va rebre dos milions de dolars de l'organització sense ànim de lucre Fondation Genevoise pour l'Innovation Technologique (FONGIT) i Charles River Ventures, tot i que el 2022, la companyia ja no tenia inversors de capital risc. El 14 d'agost de 2015, Proton Mail va llançar la versió principal 2.0, que incloïa una base de codi reescrit per a la seva interfície web. El 17 de març de 2016, Proton Mail va llançar la versió principal 3.0, que va veure el llançament oficial de Proton Mail fora de la beta. Amb una nova interfície per al client web, la versió 3.0 també va incloure el llançament públic de les aplicacions beta per a iOS i Android de Proton Mail.
El 19 de gener de 2017, Proton Mail va anunciar un lloc de ceba Tor. El 21 de novembre de 2017, Proton Mail va presentar Proton Mail Contacts, un gestor de contactes de xifratge d'accés zero. Proton Mail Contacts també utilitza signatures digitals per verificar la integritat de les dades dels contactes. El 6 de desembre de 2017, Proton Mail va llançar Proton Mail Bridge, una aplicació que proporciona xifratge de correu electrònic d'extrem a extrem a qualsevol client d'escriptori que admeti IMAP i SMTP, com ara Microsoft Outlook, Mozilla Thunderbird i Apple Mail, per a Windows i MacOS.
El 25 de juliol de 2018, Proton Mail va introduir la verificació d'adreces i el suport Pretty Good Privacy (PGP), fent que Proton Mail fos interoperable amb altres clients PGP.
El codi font del back-end continua sent font tancada. Tanmateix, Proton Mail va publicar el codi font per a la interfície web sota una llicència de codi obert. Proton Mail també va obtenir els seus clients mòbils de codi obert per a iOS i Android, així com l'aplicació Proton Mail Bridge.
El setembre de 2020, Proton Mail va ajudar a fundar la Coalition for App Fairness, que té com a objectiu aconseguir millors condicions per a la inclusió de les seves aplicacions a les botigues d'aplicacions. Proton també va fundar la Coalition for Competitive Digital Markets, que reuneix més de 50 empreses tecnològiques europees que donen suport a mercats digitals oberts, interoperables i competitius.
El maig de 2022, Proton AG va actualitzar les imatges, la interfície d'usuari i els logotips de tots els seus productes, inclòs Proton Mail, per aconseguir un disseny coherent en tot el seu programari. La subscripció de Proton Mail ara inclou l'accés a totes les VPN de Proton, Calendari de Proton i unitat de Proton.

## Xifratge
Proton Mail utilitza una combinació de criptografia de clau pública i protocols de xifratge simètric per oferir un xifratge d'extrem a extrem. Quan un usuari crea un compte de Proton Mail, el seu navegador genera un parell de claus RSA públiques i privades:
- La clau pública s'utilitza per xifrar els correus electrònics de l'usuari i altres dades d'usuari.
- La clau privada capaç de desxifrar les dades de l'usuari està xifrada simètricament amb la contrasenya de la bústia de correu de l'usuari.

Aquest xifratge simètric es produeix al navegador web de l'usuari mitjançant AES-256. En registrar el compte, se li demana a l'usuari que proporcioni una contrasenya d'inici de sessió per al seu compte.
- La contrasenya d'inici de sessió s'utilitza per a l'autenticació.
- La contrasenya de la bústia de correu xifra la bústia de correu de l'usuari que conté els correus electrònics rebuts, els contactes i la informació de l'usuari, així com una clau de xifratge privada.

En iniciar sessió, l'usuari ha de proporcionar les dues contrasenyes. Això és per accedir al compte i a la bústia xifrada i la seva clau de xifratge privada. El desxifrat es realitza al costat del client, sigui en un navegador web o en una de les aplicacions. Tant la clau pública com la clau privada xifrada s'emmagatzemen als servidors de Proton Mail. Per tant, Proton Mail emmagatzema les claus de desxifrat només en la seva forma xifrada, de manera que els desenvolupadors de Proton Mail no poden recuperar els correus electrònics dels usuaris ni restablir les contrasenyes de la bústia de correu dels usuaris. Aquest sistema absol Proton Mail de:
- Emmagatzemar les dades no xifrades o la contrasenya de la bústia.
- Divulgar el contingut dels correus electrònics passats però no dels futurs.
- Desxifrar la bústia si ho sol·licita o ho obliga una ordre judicial.[27]

El setembre de 2015, Proton Mail va afegir suport natiu a la seva interfície web i a l'aplicació mòbil per a PGP. Això permet que un usuari exporti la seva clau pública codificada amb PGP de Proton Mail a altres persones fora de Proton Mail, la qual cosa els permet utilitzar la clau per al xifratge de correu electrònic. El Proton Mail també admet el xifratge PGP de Proton Mail a usuaris externs.

### Enviament de correu electrònic
Un missatge de correu electrònic enviat d'un compte de Proton Mail a un altre es xifra automàticament amb la clau pública del destinatari. Un cop xifrat, només la clau privada del destinatari pot desxifrar el missatge. Quan el destinatari inicia sessió, la contrasenya de la seva bústia desxifra la seva clau privada i desbloqueja la seva bústia d'entrada.
Els missatges de correu electrònic enviats des de Proton Mail a adreces de correu electrònic que no siguin de Proton Mail es poden enviar opcionalment en text sense format o amb xifratge d'extrem a extrem. Amb el xifratge, el missatge es xifra amb AES amb una contrasenya proporcionada per l'usuari. El destinatari rep un enllaç al lloc web de Proton Mail on pot introduir la contrasenya i llegir el missatge desxifrat. Proton Mail assumeix que l'emissor i el destinatari han intercanviat aquesta contrasenya a través d'un canal posterior. Aquests missatges de correu electrònic es poden configurar per autodestruir-se després d'un període.

## Ubicació i seguretat
Tant Proton Mail com Proton VPN es troben a Suïssa per evitar qualsevol vigilància o sol·licitud d'informació de països sota els Fourteen Eyes, o sota lleis de vigilància governamentals com la Patriot Act dels Estats Units o fora dels límits de la llei. L'empresa afirma que també es troba a Suïssa a causa de les seves estrictes lleis de privadesa.
A partir d'octubre de 2022, Proton Mail actualment admet l'autenticació de dos factors amb fitxes TOTP o U2F per al seu procés d'inici de sessió.
El 2018, Nadim Kobeissi va publicar un article argumentant que, com que generalment s'accedia a Proton Mail a través d'un client web, "el servei de Proton Mail no ha proporcionat mai cap garantia d'encriptació d'extrem a extrem".
El 2021, la seguretat i l'arquitectura criptogràfica de Proton Mail van ser auditades de manera independent per Securitum, una empresa líder d'auditoria de seguretat europea, que no va descobrir problemes importants ni vulnerabilitats de seguretat, i els resultats de l'auditoria es van publicar públicament.

## Portabilitat de dades
Proton Mail limita la portabilitat de dades bloquejant el suport per al programari de client de correu electrònic extern mitjançant protocols IMAP i POP3 darrere d'un mur de pagament. A partir del 2021, els usuaris no poden fer una còpia de seguretat del seu compte de correu electrònic localment sense pagar.

## Centres de dades
Proton Mail manté dos centres de dades, un a Lausana i un altre a Attinghausen (a l'antic búnquer militar K7 a menys de 1.000 metres de granit) com a suport. Com que els servidors es troben a Suïssa, es troben legalment fora de la jurisdicció de la Unió Europea, Estats Units i altres països. Segons la llei suïssa, totes les sol·licituds de vigilància de països estrangers han de passar per un tribunal suís i estan subjectes a tractats internacionals. Els possibles objectius de vigilància es notifiquen ràpidament i poden apel·lar la sol·licitud davant el tribunal.
Cada centre de dades utilitza l'equilibri de càrrega entre servidors web, de correu i SQL, font d'alimentació redundant, discs durs amb xifratge de disc complet i ús exclusiu de Linux i altres programaris de codi obert. El desembre de 2014, Proton Mail es va unir al RIPE NCC en un esforç per tenir un control més directe sobre la infraestructura d'Internet circumdant.

## Atacs DDoS
Del 3 al 7 de novembre de 2015, Proton Mail va patir diversos atacs DDoS que van fer que el servei no estigui disponible en gran part per als usuaris. Durant els atacs, l'empresa va declarar a Twitter que buscava un nou centre de dades a Suïssa, dient que "molts tenen por per la magnitud de l'atac contra nosaltres".
El juliol de 2018, Proton Mail va informar que tornava a patir atacs DDoS. El conseller delegat Andy Yen va afirmar que els atacants havien estat pagats per una part desconeguda per llançar els atacs. El setembre de 2018, un dels presumptes atacants de Proton Mail va ser arrestat per les forces de l'ordre britàniques i acusat en relació amb una sèrie d'altres ciberatacs d'alt perfil contra escoles i companyies aèries.

## Blocs

### Belarús
El 15 de novembre de 2019, Proton va confirmar que el govern de la República de Belarús havia emès un bloc a tot el país d'adreces IP de Proton Mail i Proton VPN . El bloc ja no estava al seu lloc quatre dies després. No es va donar cap explicació a Proton Mail pel bloc, ni pel bloc que s'aixecava.

### Rússia
El 29 de gener de 2020, el Servei Federal de Supervisió de Comunicacions, Tecnologies de la Informació i Mitjans de Comunicació de Rússia va informar que havia implementat un bloc complet de serveis de Proton Mail a la Federació Russa. Com a motiu del bloqueig, va citar la negativa de Proton Mail a cedir informació relacionada amb comptes que suposadament enviaven correu brossa amb amenaces terroristes. No obstant això, Proton Mail va afirmar que no va rebre cap sol·licitud de les autoritats russes sobre aquests comptes. En resposta al bloqueig, el compte de Twitter de Proton Mail va recomanar als usuaris legítims eludir el bloqueig mitjançant VPN o Tor.
El març de 2020, la companyia va anunciar que, tot i que la prohibició de Rússia no va tenir un èxit especial i el servei continua disponible en gran manera a Rússia sense utilitzar una VPN, Proton Mail llançarà noves funcions anticensura tant a Proton Mail com a Proton VPN. Aplicacions d'escriptori i mòbils que permetran evitar automàticament més intents de bloqueig.

## Compliment de les ordres judicials suïsses
Segons l'informe de transparència de Proton Mail, està legalment obligat a seguir les ordres judicials suïsses si es viola la llei suïssa, i el 2020 Proton Mail va rebre 3.572 ordres d'autoritats suïsses i va impugnar 750 d'elles. A causa del xifratge utilitzat, Proton Mail no pot lliurar el contingut dels correus electrònics xifrats sota cap circumstància, però segons la política de privadesa de Proton, Proton Mail es pot veure obligat legalment a registrar adreces IP com a part d'una investigació criminal suïssa. Per aquest motiu, l'empresa suggereix fermament que els usuaris que necessiten ocultar la seva identitat del govern suís utilitzin el seu lloc de servei ocult de Tor. El maig de 2022, Proton va actualitzar la seva política de privadesa i va fer explícita una política de privadesa separada per al seu servei VPN de Proton, que té un tractament diferent segons la llei suïssa i té una política estricta de no registres que també va ser confirmada per una auditoria externa.
Els casos notables que impliquen ordres judicials suïsses inclouen un cas d'amenaces de mort contra el conegut immunòleg Anthony Fauci i un cas contra ciutadans francesos acusats de robatori i destrucció de béns. Després d'aquests casos, l'octubre de 2021, Proton Mail va obtenir una important victòria judicial suïssa que va confirmar que els serveis de correu electrònic no es poden considerar proveïdors de telecomunicacions i, en conseqüència, no estan subjectes als requisits de retenció de dades imposats als proveïdors de telecomunicacions.

## Tipus de compte
A partir del 20 de febrer de 2023, Proton Mail ofereix els tipus de compte següents per a persones físiques:
| Tipus de compte   | Missatges per dia | Emmagatzematge | Àlies      | Dominis personalitzats | Preu                       | Suport            |
| ----------------- | ----------------- | -------------- | ---------- | ---------------------- | -------------------------- | ----------------- |
| Lliure de protons | 150               | 1 GB           | 1 Adreça   | -                      | Gratuït                    | Suport limitat    |
| Proton il·limitat | Il·limitat        | 500 GB         | 15 Adreces | 3                      | 11,99 €/mes o 119,88 €/any | Suport prioritari |

A partir del 20 de febrer de 2023, Proton Mail ofereix els tipus de compte següents per a empreses:
| Tipus de compte            | Emmagatzematge  | Àlies           | Dominis personalitzats | Preu            | Amaga els àlies del meu correu electrònic |
| -------------------------- | --------------- | --------------- | ---------------------- | --------------- | ----------------------------------------- |
| Elements bàsics del correu | 15 GB           | 10 Adreça       | 3                      | 6,99 €/mes      | -                                         |
| Negocis                    | 500 GB          | 15 Adreces      | 10                     | 10,99 €/mes     | Il·limitat                                |
| Empresa                    | Personalitzable | Personalitzable | Personalitzable        | Personalitzable | Personalitzable                           |